# ونگاری، استرالیای جنوبی
ونگاری (به انگلیسی: Wangary) یک شهرک در استرالیا است که در استرالیای جنوبی واقع شده‌است.